# Gerhard Müller (Maler)
Gerhard Müller (* 1950 in Seewalchen am Attersee) ist ein österreichischer Hochschullehrer, Maler, Grafiker und Kunstpädagoge. Er lebt und arbeitet mit Evelyn Gyrcizka in Wien.

## Leben und Wirken
Müller studierte zunächst 1970/71 Psychologie und Pädagogik an der Universität Wien und anschließend von 1971 bis 1978 Lehramt für Kunsterziehung an der Universität für angewandte Kunst Wien bei Carl Unger und Oswald Oberhuber.
Er war von 1978 bis 1985 Kunsterzieher in Wien und lehrte von 1980 bis 2000 an der Universität für angewandte Kunst Wien Abendakt (1980 bis 1986) und in der Meisterklasse für Malerei (1986 bis 2000) bei Adolf Frohner. Seit 2000 ist er dort Universitätsprofessor für Malerei.
Seit 1985 gehört er der Künstlervereinigung Künstlerhaus Wien an. Müller kann beginnend mit 1988 auf zahlreiche Einzelausstellungen und Ausstellungsbeteiligungen verweisen. Seit 1996 nimmt er an Kunstmessen in Österreich, Deutschland und in der Schweiz teil.

## Auszeichnungen
- Preis des Bundesministeriums für Wissenschaft und Forschung, 1978
- 3. Preis des Grafikwettbewerbes der Niederösterreichischen Gesellschaft für Kunst und Kultur, 1986
- Anerkennungspreis des Landes Niederösterreich, 1987
- Theodor-Körner-Preis, 1991